# Povstání knížete z Ning
Povstání knížete z Ning (čínsky v českém přepisu Ning-wang č’-luan, pchin-jinem Níngwáng zhīluàn, znaky zjednodušené 宁王之乱, tradiční 寧王之亂) je označení pro vzpouru Ču Čchen-chaoa, knížete z Ning, proti vládě mingského císaře Čeng-te. Povstání s centrem v Nan-čchangu, hlavním městě jihočínské provincie Ťiang-si, začalo 10. července a zhroutilo se 20. srpna 1519, kdy kníže z Ning padl do zajetí vládní armády vedené velkým koordinátorem sün-fu jižního Ťiang-si Wang Jang-mingem.
Ambiciózní Ču Čchen-chao toužil po získání moci, snažil se ovládnout domovskou provincii Ťiang-si, pomocí příznivců u dvora nabízel svého syna bezdětnému císaři Čeng-temu jako korunního prince. V létě 1519 agenti knížete z Ning už nebyli schopni jeho nezákonnosti skrývat před císařem a kníže se z obavy před zatčením otevřeně vzbouřil. Plánoval shromáždění armády a tři dny po začátku povstání vytáhnout na Nanking, vedlejší hlavní město říše Ming, dosáhnout jej o pět dní později a oficiálně nastoupit na trůn. 
Plán vzbouřenců selhal. Wang Jang-ming, velký koordinátor sün-fu a tedy nejvýše postavený úředník v provincii, na počátku vzboury rebelům šťastně unikl a z Ťi-anu na jihu Ťiang-si organizoval odpor, shromažďoval armádu a snažil se znejistit povstalce podsouváním falešných zpráv. Kníže kvůli obavám vzbuzeným Wang Jang-mingovou psychologickou válkou oddaloval zahájení pochodu na Nanking a z Nan-čchangu vyrazil na sever až 27. července. Wang Jang-ming zatím shromáždil oddíly prefektů a okresních správců z velké části Ťiang-si, vytáhl na Nan-čchang a 14. srpna ho snadno obsadil. Navrátivší se armádu rebelů Wang Jang-mingovo vojsko rozdrtilo ve třídenní bitvě na jezeře Pcho-jang severně od Nan-čchangu, kníže v bitvě padl do zajetí.
Na zprávu o povstání císař Čeng-te reagoval cestou z Pekingu na jih v doprovodu armády. Do Nankingu dorazil až v lednu 1520. Z Nankingu zorganizoval vyšetřování vzpoury, které se táhlo do konce roku 1520 a skončilo popravami nejdůležitějších účastníků povstání i jejich příznivců u dvora; knížeti bylo dovoleno spáchat sebevraždu. Už v září 1520 se císař vydal zpět do Pekingu, během cesty zpět na sever onemocněl a po několika měsících na jaře 1521 zemřel.

## Kníže zNing

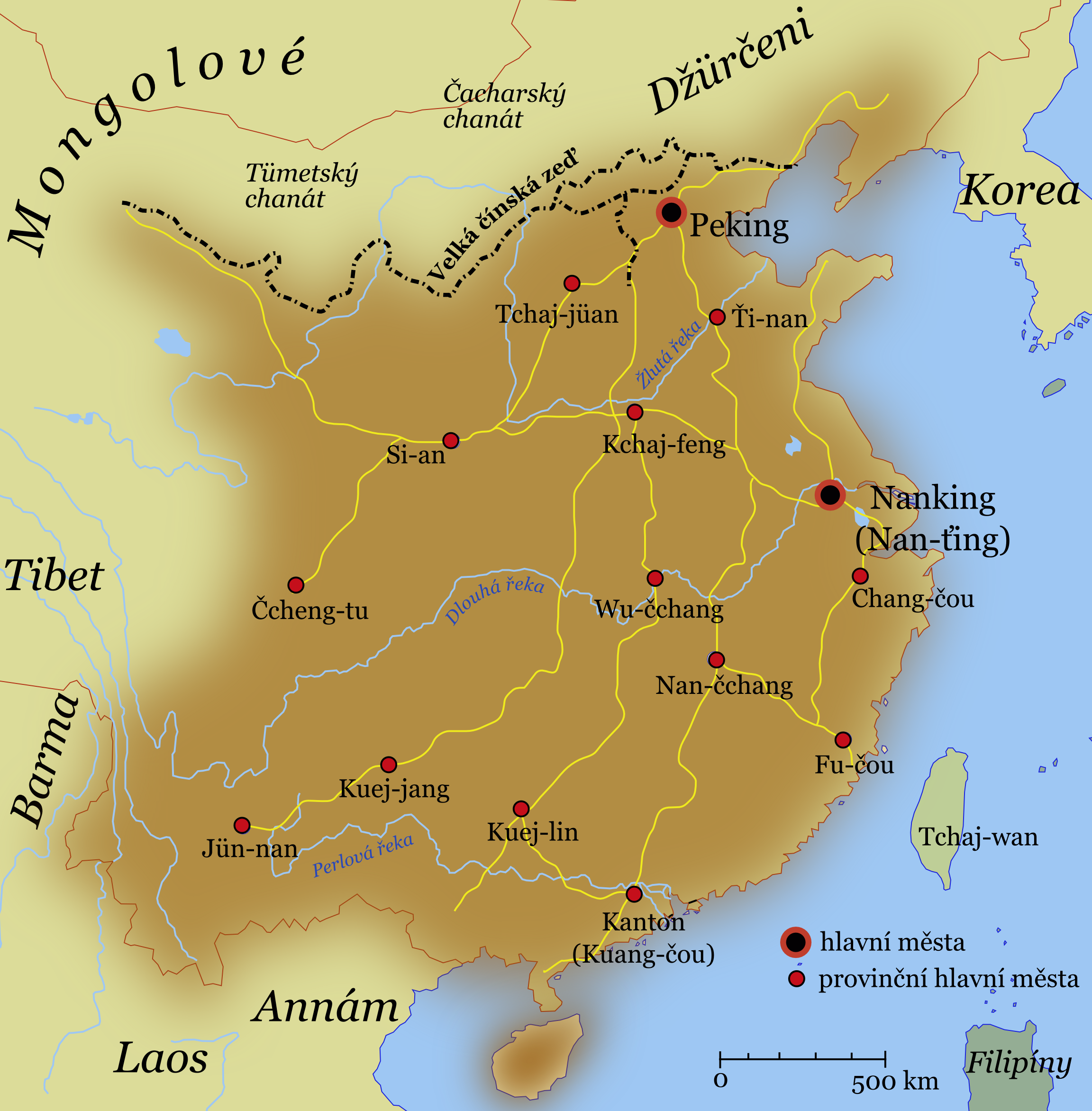
Hlavní města provincií Říše Ming, včetně Nan-čchangu, sídla knížete z Ning, a cesty spojující je s metropolemi státu

Ču Čchen-chao, kníže z Ning, byl členem jedné z vedlejších větví dynastie Ming. Sídlil v Nan-čchangu, hlavním městě jihočínské provincie Ťiang-si. Veden ambicemi a touhou po velikosti se snažil o získání moci a vlivu. Za tímto účelem zprvu uplácel Liou Ťina (v letech 1507–1510 fakticky řídícího pekingskou vládu), po Liouově pádu byli jeho hlavními přímluvci ve vládě říše Ming císařův oblíbený hudebník Cang Sien, ministr vojenství Lu Wan a velitel gardy „ve vyšívaných uniformách“ Čchien Ning. Jejich prostřednictvím získal povolení ke zřízení osobní gardy a pravomoc nad místními vojenskými posádkami a členy císařského rodu.
Budoval si vlastní ozbrojenou moc z místních „silných mužů“ (pro úřady banditů). Místní úředníci si stěžovali na chování knížete – zabírání půdy, vymáhání daní, zastrašování úředníků, přisvojování si panovnických výsad (jako označování svého sídla za císařský palác a sebe za vládce). Zejména po roce 1514 vzrostl počet stížností na chování knížete jak od místních úředníků, tak od kontrolních úřadů v Nankingu, vedlejším hlavním městě. Přestože jinak byla knížata přísně trestána i za malichernosti, jeho chování bylo přehlíženo. Zastrašil místní úřady, kdo se mu otevřeně postavil, byl zabit, případně jeho pekingskými spojenci obviněn ze zločinů a odstraněn.
Mezi příslušníky místní džentry podporující knížete byli nejdůležitějšími Li Š’-š’ (李士實) a Liou Jang-čeng. Li Š’-š’ byl úředníkem na odpočinku, který na vrcholu kariéry vedl kontrolní úřad. Byl i uznávaným znalcem válečnictví, stylizujícím se do role slavných válečníků Ťiang C’-jaa, Ču-ke Lianga a Kchung Minga, navíc se spříznil s knížetem skrze sňatek jejich dětí. Liou Jang-čeng sice neuspěl u úřednických zkoušek, ale byl vážen pro své literární schopnosti a znalost vojenství.
Kníže z Ning zkoušel nenásilnou cestu získání moci: císař Čeng-te byl bezdětný a tak kníže na jaře 1516 uplatil Čchien Ninga a další, aby povolali jeho nejstaršího syna do Pekingu jako kandidáta na korunního prince. Iniciativa neměla úspěch.
Poté se orientoval na ozbrojené povstání. Jeho lidé najímali uprchlíky, zloděje a bandity z širokého okolí a usazovali je v horách u Nan-čchangu. Ozbrojené skupiny v jeho službách plenily venkov, což mu přinášelo dodatečné příjmy. Prostředky získával i zabíráním jezer a dalšího veřejného majetku, zneužíváním lokální dominance v obchodu solí a pepřem, prodejem státní rýže. Velké sumy takto získaných peněz poslal domorodým náčelníkům v horách jižního Ťiang-si a jihozápadního Fu-ťienu a také v Kuang-si, aby získal jejich vojsko, obávané „vlčí smečky“. Shromažďoval materiál pro výrobu zbraní, zbroje a vojenských potřeb.
Jeho ozbrojenci byla roku 1518 napadena dokonce i domácnost bývalého velkého sekretáře Fej Chunga, nyní žijícího na východě Ťiang-si. Po Fejově stížnosti vláda vyslala do Nan-čchangu Sun Sueje, kterého jmenovala velkým koordinátorem sün-fu (vojenským guvernérem nadřízeným místním úřadům) s úkolem potlačit násilnosti. Sun Suej téhož roku zajal skupinu banditů a uvěznil je v Nan-čchangu. Kníže z obavy z jejich výpovědí přikázal svým vojákům vtrhnout do města a vysvobodit vězně. Ke všemu ještě region postihly povodně; úřady pak ztrácely kontrolu nad venkovem. Na jaře 1519 už Sun Suej psal sedmou zprávu o zradě a rebelii knížete. Bez odezvy; jeho zprávy totiž zadrželi agenti knížete. Zatím se kníže zdržoval otevřeného povstání v naději, že se záležitost s korunním princem obrátí v jeho prospěch.

## Povstání

### Obrat císaře proti knížeti

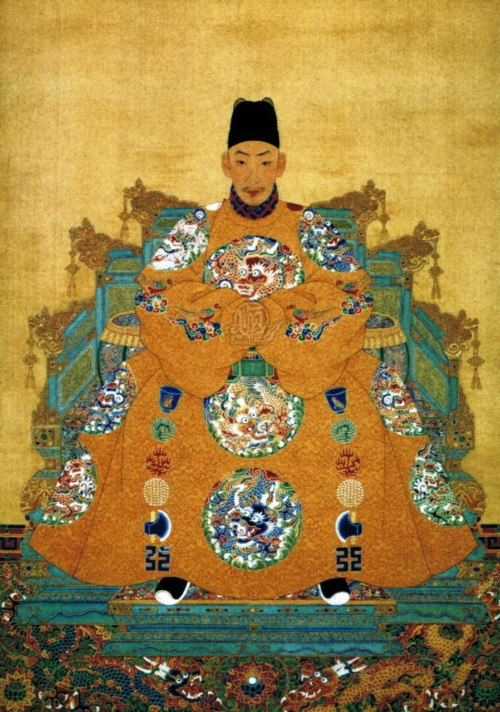
Císař Čeng-te (vládl 1505–1521) na trůnu ve slavnostní róbě

Císař Čeng-te si problém s knížetem začal uvědomovat až v létě 1519. V letech 1517–1519, když císař cestoval po severním pohraničí, Čchien Ning, zůstávající v Pekingu a spolupracující s knížetem od roku 1513, mohl před panovníkem zastírat problém. Ale po císařově návratu do Pekingu na jaře 1519 císařův oblíbenec a generál pekingské posádky Ťiang Pin a jeho spojenci pochopili nebezpečnost situace. Vznikla aliance Ťiang Pina, velkého sekretáře Jang Tching-chea a vysoce postavených eunuchů Čang Junga a Čang Čunga, která obrátila císaře proti knížeti, Čchien Ningovi a Cang Sienovi.
Císař zahájil debatu s velkými sekretáři o knížeti. Jang Tching-che, ve snaze vyhnout se otevřenému konfliktu, navrhl vyslat ke knížeti komisi vysokých úředníků, která mu doporučí změnit chování na řádné s tím, že dosavadní přestupky císař milostivě přejde. Knížecí agenti však poslali do Nan-čchangu (mylnou) poplašnou zprávu o chystaném zatčení knížete.

### Zahájení povstání
Knížete zpráva zastihla na banketu pořádaném u příležitosti jeho narozenin; přerušil ho a po poradě s důvěrníky se rozhodl otevřeně se vzbouřit. Na druhý den ráno, 10. července 1419, se nančchangští hodnostáři, kteří přišli vzdát knížeti čest, ocitli v moci jeho ozbrojenců. Oznámil jim, že Čeng-te je podvrženec nepocházející z císařského rodu a císařovna vdova přikázala zbavit ho trůnu. Koordinátor Sun Suej a kontrolní komisař Sü Ta požadovali ukázat císařovnin dekret; když se jim ho nedostalo, prohlásili knížete za zrádce – a byli popraveni. Ostatní se podřídili, nicméně prakticky všichni vysocí úředníci byli uvězněni.
Kníže zahájil shromažďování armády s tím, že za tři dny vyrazí na Nanking. Povolal bandity z hor, zmobilizoval vojsko a poslal na sever po řece předvoj osmi tisíce mužů na 200 lodích. Předvoj obsadil dvě sídla prefektur: Nan-kchang (po dvou dnech) a Ťiou-ťiang (po dalších dvou dnech). Úředníci vždy utekli, města byla vyloupena, načež povstalci se střídavými úspěchy útočili na okresní města obou prefektur.
Mobilizace knížecích vojsk probíhala také se střídavými úspěchy, vojenští rolníci se do služby nehrnuli a někteří okresní přednostové emisary knížete zabili. Nicméně během dvou dnů kníže dokázal v Nan-čchangu shromáždit kromě 8 tisíc mužů své osobní gardy a dvou nančchangských pluků také cca 25 tisíc ozbrojenců složených z banditů a zmobilizovaných obyvatel Nan-čchangu, plus 2 tisíce muzikantů a tuláků vedených hudebníkem Čchin Žungem a další menší skupiny. Kníže vytiskl tisícovku exemplářů provolání k lidu osvětlující důvody povstání. Přízeň lidu se snažil získat i osvobozením od roboty a daní.

### Wang Jang-ming mate a zdržuje povstalce
Kníže původně plánoval vyrazit tři dny po začátku povstání, dosáhnout Nanking o pět dní později a pak oficiálně nastoupit na trůn. Plán však nedodržel. Zahájení pochodu oddaloval kvůli obavám vzbuzeným Wang Jang-mingovou psychologickou válkou.
Wang Jang-ming byl v té době velký koordinátor sün-fu s titulem náměstka vedoucího kontrolního úřadu, se sídlem v prefektuře Kan-čou na jihu Ťiang-si. Mezi místními úředníky měl vysokou autoritu plynoucí z jeho předešlých vojenských úspěchů. Zatčení na oslavě narozenin knížete unikl jen náhodou, neočekávaně se totiž zdržel na cestě do Nan-čchangu. O vzpouře se dozvěděl druhý den jejího trvání, když se nalézal ve Feng-čchengu, 120 li (asi 60 km) jižně Nan-čchangu. V tu chvíli byl nejvýše postaveným úředníkem v provincii, kníže z Ning proto do Feng-čchengu vyslal tisíc mužů, aby ho chytili.
| Podle zápisů Wang Jang-mingových žáků, když chtěl Wang odplout z Feng-čchengu na jih, kormidelník odmítl s tím, že proti jižnímu větru plout vzhůru po řece nelze. Nato si Wang stoupl na příď tváří k severu a obrátil se s výzvou k Nebesům: jestli Nebesa soucítí s lidmi, nechť mu umožní pomoci vlasti a změní směr větru; jestli Nebesa přejí rebelům a lid tak postihnou mnohá neštěstí, pak si nepřeje žít dál. Vítr se utišil, za chvíli otočil a Wang s doprovodem vyplul na jih (byť ne na velké úřednické lodi, ale menší a rychlejší rybářské). |
| |

Wang Jang-ming neprodleně z Feng-čchengu ustoupil na jih do sídla prefektury Ťi-an. Zdejší prefekt Wu Wen-ting zaujal pozici prvního Wangova zástupce. Ve snaze o získání lidové podpory Wang vytiskl přes 1000 letáků, dřevěných destiček a vlajek sdělujících lidu, že jeho štěstí nebo pohromy závisí na postoji k rebelům; vyzýval lid k zachování klidu, poslušnosti vůči místním vůdcům, podpoře loajalistů a statečné muže ke vstupu do vládního vojska. Wang zatím neměl armádu, proto se rozhodl povstalce zdržovat a mást, aby nankingské úřady a vláda získaly čas na přípravu obrany a protiakci. Věřil, že knížete, nezkušeného ve válčení, může přelstít. A tak zfalšoval dopis, z něhož plynulo, že vláda už před měsícem a půl přikázala veliteli vojsk jižních provincií Kuang-si a Kuang-tung vytáhnout na Nan-čchang a že jeho oddíly se blíží.
Znejistělý kníže místo toho, aby podle plánu vyrazil v čele své armády, zůstával z opatrnosti v Nan-čchangu. Postupně zde nashromáždil 20 tisíc kvalitních vojáků a přes 10 tisíc banditů, což s různými odvedenci dávalo celkem 60–70 tisíc mužů, kteří zatím plenili okolní okresy: Lin-ťiang, Sin-kan, Feng-čcheng a Feng-sin. Zatím předvoj povstalců postupoval po proudu řeky Jang-c’-ťiang a 23. července začal obléhání An-čchingu, sídla prefektury cca 270 km od Nankingu. V An-čchingu se však povstalcům postavili prefekt Čang Wen-ťin a regionální vojenský komisař Cchuej Wen. Měli sice jen málo vojáků, ale zmobilizovali obyvatelstvo a s jeho pomocí dovedně bránili město. V Nankingu zatím Čchiao Jü (1457–1524, nankingský ministr vojenství) organizoval obranu města; mimo jiné nechal popravit 300 údajných agentů povstalců.
Váhání knížete muselo podle Wanga podlomit morálku jeho lidí, chtivých boje, postupu a odměn. K zmatení vůdců povstalců proto ještě podvrhl zprávu ministerstva války o mobilizaci 240 000 vojáků přicházejících do Ťiang-su ze všech stran a následovaných ještě početnějšími oddíly, a podsunul ji knížeti (resp. umožnil knížecím špehům zajetí posla nesoucího zprávu). Do oblastí, do kterých podle podvržených dokumentů měla přicházet vládní vojska, poslal skupiny předstírající, že jsou předvojem těchto sil. Podvrhl též svou korespondenci s nejbližšími důvěrníky kníže, Li Š’-š’em a Liou Jang-čengem, z níž plynulo, že ve skutečnosti dotyční chtějí knížete zradit. Když pak oba radili konečně už vytáhnout na Nanking, kníže je podezříval z dohody s Wang Jang-mingem.

### Kníže obléhá An-čching, Wang obsazuje Nan-čchang

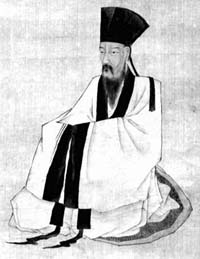
Portrét Wang Jang-minga

Kníže vyrazil na Nanking až 27. července. Vyplul s více než 60 000 vojáky rozdělenými do pěti sborů, v Nan-čchangu ponechal asi 10 tisíc vojáků. Dne 3. srpna jeho armáda připlula ke stále nedobytému An-čchingu. Li Š’-š’ radil pokračovat do Nankingu, ale kníže chtěl nejdříve dobýt město. Pokus o útok na něj však selhal a přinesl jen velké ztráty. Kníže zuřil, s tím, že jak chtějí jeho důstojníci uspět u velkého Nankingu, když je zastaví malé prefekturní město.
Mezitím Wang Jang-ming 9. srpna shromáždil vlastní armádu severně od Lin-ťiangu (na půl cestě mezi Ťi-anem a Nan-čchangem). Měl přes 33 tisíc vojáků, což bylo dost k útoku na Nan-čchang. Město bylo slabě bráněné, protože většina povstaleckých sil odtáhla s knížetem. Dva dny před hlavním útokem Wangův předvoj v noci zaútočil na oddíl rebelů tábořící za městskými hradbami (strážící pohřebiště) a rozehnal je. Uprchlíci podlomili morálku ve městě. Současně Wangovi agenti ve městě agitovali za složení zbraní v nastávajícím boji a tak ho 14. srpna Wang Jang-ming snadno obsadil.

### Bitva před Nan-čchangem
Zprávy o nebezpečí hrozícím Nan-čchangu z jihu od Wang Jang-minga dostihly knížete z Ning v An-čchingu 9. srpna. Opět proti radám svých důvěrníků, se kníže rozhodl s hlavními silami vrátit na jih. K uvítání vracející se knížecí armády Wang vybral 20 tisíc vojáků a rozmístil je podél jezera Pcho-jang.
Bitva s také dvacetisícovým předvojem knížecí armády začala 18. srpna cca 20 li (10 km) od Nan-čchangu. Wangova vojska útoky odrazila. Druhý den se do boje zapojily hlavní síly obou armád. Pod tlakem rebelů začali někteří Wangovi důstojníci navrhovat ústup, Wang však rozkázal popravit každého velitele, jehož oddíl ustoupí. Pak všichni bojovali na místě. V boji zahynuly tisíce vojáků. I v bitvě Wang využíval psychologii: první den vytiskl na 100 000 dřevěných destiček s proklamací určenou rebelům, že kdo se otočí zpátky na sever a odpluje dolů po řece Kan-ťiang, zachová si život. Což mnozí provedli. Druhý den podlamovala bojový duch rebelů zpráva na destičkách, že kníže padl do zajetí a je zbytečné dále bojovat.
Třetí den Wangova armáda zaútočila ráno, když kníže káral své důstojníky, a povstalce naprosto zaskočila. Na zakotvené povstalecké loďstvo, seskupené na noc do čtverce, nejdříve zaútočily zápalné lodě. Z nich poryvy větru rychle šířily oheň na další a další knížecí lodě, načež následoval útok Wangových hlavních sil z různých směrů. Kníže, s mnoha vůdci povstání, na útěku padl do zajetí a jeho armáda byla rozdrcena. Podle Wang Jang-mingova odhadu bylo tento den na 3000 rebelů zabito nebo zajato a na 30 000 se utopilo. V závěru bitvy se vrhly do vody a utopily i manželky a konkubíny knížete. Zbytky povstalecké armády vládní vojáci stíhali a ničili ještě dva následující dny.

## Následky povstání
Zpráva o povstání přišla do Pekingu 7. srpna. Císař Čeng-te v něm viděl nezpochybnitelný důvod pro cestu na jih a rozhodl se osobně vést armádu k jeho potlačení. Odjel z Pekingu 15. září 1519. O den později k císaři dorazila Wang Jang-mingova zpráva o porážce a zajetí knížete, doprovázená žádostí o návrat císaře do Pekingu motivovanou obavou ze stále nebezpečných vrahů rozmístěných knížetem podél trasy na jih. Císař nedbal a pokračoval v cestě. Do Nankingu dorazil v lednu 1520.
Po příjezdu do Nankingu císař vyslal armádu ze severu pod Ťiang Pinem a eunuchem Čang Čungem do Ťiang-si. Ťiang Pin a Čang Čung chtěli upřít Wang Jang-mingovi vítězství a zorganizovat předstíranou bitvu, ve které by knížete „jako“ zajal císař. Wang Jang-ming však odmítl zajatce vydat, neboť podezříval okolí císaře ze spolupráce s knížetem, a na radu bývalého velkého sekretáře Jang I-čchinga ho v Chang-čou předal eunuchu Čang Jungovi, pověřenému řízením vojenských záležitostí tamního regionu. Čang Jung se u císaře také přimluvil za Wang Jang-minga pomluveného Ťiang Pinem a jeho společníky.
Císařská armáda mezitím v Ťiang-si likvidovala spojence knížete. Wang Jang-ming, v listopadu 1519 poslaný tam zpět ve funkci velkého koordinátora pro Ťiang-si, se obával, že násilí spojené s pobytem vojsk opět provincii rozbouří a vyvolá ještě horší nepokoje. Proto se snažil škody způsobené přítomností vojáků omezit na minimum, za což si vysloužil všeobecný respekt a poslušnost vojáků.
Proběhlo rozsáhlé vyšetřování okolností spiknutí, vedené Čang Jungem, čistky však nebyly tak široké, jak mohly být. Wang Jang-ming totiž po dobytí Nan-čchangu spálil většinu dokladů o společenských stycích knížete s regionálními i dvorskými hodnostáři, takže se zachovaly pouze doklady k hlavním účastníkům knížecích intrik. Cang Sien, Čchien Ning (v prosinci 1519), Lu Wan (v prosinci 1520) a další obvinění ze spolupráce s rebelským knížetem byli zatčeni a uvězněni nebo jinak potrestáni. Císaře rozhněvalo zvláště zrádné chování jemu blízkých Čchien Ninga a Lu Wana. Hlavní viníky rebelie odsoudil k trestu smrti, knížeti však dovolil spáchat sebevraždu.
Cesta na jih se ukázala být osudnou i pro císaře Čeng-teho. Zůstal v Nankingu do 23. září 1520, poté se vrátil na sever. Na zpáteční cestě spadl do vody, vážně onemocněl a v dubnu 1521 zemřel bez určeného následníka.